# Прері-Крік (Арканзас)
Прері-Крік (англ. Prairie Creek) — переписна місцевість (CDP) в США, в окрузі Бентон штату Арканзас. Населення — 2217 осіб (2020).

## Географія
Прері-Крік розташоване за координатами 36°20′20″ пн. ш. 94°3′44″ зх. д. / 36.33889° пн. ш. 94.06222° зх. д. (36.338904, -94.062117).  За даними Бюро перепису населення США в 2010 році переписна місцевість мала площу 11,28 км², з яких 11,27 км² — суходіл та 0,01 км² — водойми.

## Демографія
Згідно з переписом 2010 року, у переписній місцевості мешкало 2066 осіб у 885 домогосподарствах у складі 646 родин. Густота населення становила 183 особи/км².  Було 1003 помешкання (89/км²). 
Расовий склад населення:
| - 95,1 % — білих - 1,3 % — корінних американців - 1,3 % — азіатів - 0,5 % — чорних або афроамериканців |

До двох чи більше рас належало 1,3 %. Іспаномовні складали 2,0 % від усіх жителів.
За віковим діапазоном населення розподілялося таким чином: 18,8 % — особи молодші 18 років, 58,7 % — особи у віці 18—64 років, 22,5 % — особи у віці 65 років та старші. Медіана віку мешканця становила 49,1 року. На 100 осіб жіночої статі у переписній місцевості припадало 92,5 чоловіків;  на 100 жінок у віці від 18 років та старших — 91,2 чоловіків також старших 18 років.
Середній дохід на одне домашнє господарство  становив 71 047 доларів США (медіана — 51 522), а середній дохід на одну сім'ю — 92 357 доларів (медіана — 81 522). Медіана доходів становила 52 313 долари для чоловіків та 46 328 доларів для жінок. За межею бідності перебувало 10,1 % осіб, у тому числі 8,5 % дітей у віці до 18 років та 2,9 % осіб у віці 65 років та старших.
Цивільне працевлаштоване населення становило 926 осіб. Основні галузі зайнятості: роздрібна торгівля — 25,1 %, освіта, охорона здоров'я та соціальна допомога — 23,8 %, виробництво — 12,5 %, будівництво — 10,4 %.